# (6768) Mathiasbraun
(6768) Mathiasbraun (1983 RY) – planetoida z pasa głównego asteroid okrążająca Słońce w ciągu 3,67 lat w średniej odległości 2,38 j.a. Odkryta 7 września 1983 roku.